# Tro, håb og kærlighed
Tro, håb og kærlighed (international titel Twist and shout) er en dansk film fra 1984, instrueret af Bille August efter Bjarne Reuters roman Når snerlen blomstrer.
Filmen er en efterfølger til Zappa fra 1983.

## Handling
Ungdomsfilm der foregår i begyndelsen af tresserne. Bjørn som man mødte i "Zappa" (1983) er nu sytten år og presses af omgivelserne til at forlove sig med Kirsten der kommer fra et velhavende hjem. Han forelsker sig imidlertid voldsomt i den smukke Anna men mister hende efter at hun er blevet gravid og har fået en illegal abort. Samtidigt følger man Bjørns ven den generte Erik. Eriks mor er alvorligt psykisk syg men dette skjules for omverdenen af den autoritære far. Der skal en dramatisk hændelse til før Erik er i stand til at bryde faderens tyranni.

## Medvirkende
- Adam Tønsberg
- Camilla Søeberg
- Lars Simonsen
- Ulrikke Juul Bondo
- Thomas Nielsen Henning
- Lone Lindorff
- Arne Hansen
- Bent Mejding
- Aase Hansen
- Malene Schwartz
- Troels Munk
- Helle Spanggaard
- Kurt Ravn
- Grethe Mogensen
- Elga Olga Svendsen
- Willy Jacobsen
- Ingelise Ullner
- Bent Biran
- Jytte Strandberg
- Nina Christoffersen
- Finn Gimlinge
- Rudolf Brink
- Thyge Andersen
- Poul Lundvad
- Ole Borg
- Per Mogensen
- Fritze Hedemann